# Маніфест до українського народу з ультимативними вимогами до Української Ради
«Маніфест до українського народу з ультимативними вимогами до Української Ради» — ультиматум Ради народних комісарів (РНК), утвореної у Петрограді після жовтневого перевороту, офіційний дипломатичний документ, надісланий 4 (17) грудня 1917 Українській Центральній Раді (УЦР), яка представляла нещодавно проголошену Українську Народну Республіку (УНР).

Документ був підготовлений 3 (16) грудня 1917 за рішенням РНК комісією у складі Голови РНК Володимира Леніна, наркома закордонних справ Льва Троцького та наркома національностей Йосипа Сталіна і надісланий наступного дня телеграфом до Києва.

## Передісторія
Причиною появи Маніфесту стала відмова Української Центральної Ради визнати утворену більшовиками Раду народних комісарів центральною владою в Росії та проголошення III Універсалом автономної Української Народної Республіки (УНР). Намагання повалити українську владу силами місцевих більшовиків, а також шляхом втручання центру в окремі ланки державного життя, економіки, військового порядку УНР виявилися марними. 27 листопада 1917 більшовики утворили при Ставці верховного головнокомандуючого в Могильові Революційний польовий штаб і почали формувати «революційні загони». Залишалося знайти формальний привід для початку прямої агресії проти України.

## Зміст маніфесту
У Маніфесті радянський уряд визнавав право України на відокремлення від Росії і водночас в ультимативній формі висував вимоги, які, по суті, були втручанням у внутрішні справи Української Народної Республіки (УНР). Він заявляв, що Українська Центральна Рада (УЦР) «веде двозначну буржуазну політику», відмовляється від скликання Всеукраїнського з'їзду Рад, який один може засвідчити її повноваження. Звинувачення було надуманим, адже згаданий з'їзд мав відкритися 4 грудня 1917 в Києві. Не відповідало дійсності й твердження, що передислокація за наказом Генерального секретаріату Української Центральної Ради українізованих частин до України призводила до дезорганізації фронту. Розкладу армії сприяли дії більшовиків, які свідомо руйнували армійський порядок для встановлення своєї влади на фронті. Роззброєння більшовизованих частин армії, які відкрито виступали проти української влади, ультиматум називав діями, спрямованими проти радянської влади. Пропуск за взаємною угодою з Донським урядом генерала від кавалерії О. Каледіна донських козачих частин з фронту на Дон (і відповідно українських частин через територію Області війська Донського до України) більшовики вважали підтримкою «кадетсько-каледінської контрреволюції».
Документ вимагав від українського уряду безумовної допомоги більшовикам в Україні.
Центральну Раду звинувачено в «нечуваній зраді революції». Перед нею поставлені вимоги:
1. утримувати спільний з Росією фронт, відмовитися від створення окремого Українського фронту.
2. не пропускати через Україну військові частини з фронту на Донщину та інші регіони, де встановилася влада, ворожа більшовицькій Раді народних комісарів Росії.
3. пропускати більшовицькі війська на Південний фронт для боротьби з Олексієм Каледіним.
4. припинити роззброєння більшовицьких полків та червоногвардійських загонів в Україні.

На відповідь давалося 48 годин. У разі відмови Рада народних комісарів Росії вважатиме Центральну Раду в стані відкритої війни проти радянської влади в Росії та Україні.
Оскільки позиція української сторони з усіх пред'явлених вимог вже була викладена у заяві Генерального секретаріату УЦР від 30 листопада 1917 року, поява Маніфесту була пропагандистською акцією, намаганням перекласти вину за розв'язання збройного конфлікту на українську владу.

## Відповідь України
Наступного дня уряд Української Народної Республіки (УНР) дав відповідь на ультиматум, в якій рішуче відкинув втручання народних комісарів в її внутрішні справи. Всеукраїнський з'їзд рад селянських, робітничих і солдатських депутатів, що проходив 4–6 грудня у Києві, розцінив ультиматум як замах на УНР і висловив повну підтримку Українській Центральній Раді та її політиці.
7 (20) грудня 1917 року Генеральний секретаріат надіслав відповідь за підписом Володимира Винниченка та Симона Петлюри. У ній зазначалося, що:
1. Рада народних комісарів Росії не має права втручатися у внутрішні справи України.
2. Україна не допустить анархії та розрухи як в Росії.
3. роззброєння більшовицьких частин необхідні для уникнення громадянської війни.
4. російські більшовицькі частини повинні реалізовувати свої національні прагнення в Росії, а не Україні.
5. розброєння більшовицьких частин триватиме, якщо ці частини загрожуватимуть українській владі.
6. українські частини утримують лише свою ділянку фронту, який і так деорганізований.
7. Україна визнає право націй на самовизначення та політичний плюралізм, тому пропускатиме війська на Дон і Кубань.
8. Україна виступає проти більшовицьких методів встановлення влади.

Спроби мирного полагодження конфлікту тривали деякий час після ультиматуму, проте з середини грудня 1917 року революційні загони з Росії розпочали неоголошену війну проти УНР, в результаті якої в Україні була встановлена радянська влада.